# Château de Clairefontaine
Le château de Clairefontaine est un château situé à Polaincourt-et-Clairefontaine, en France.

## Localisation
Le château est situé sur la commune de Polaincourt-et-Clairefontaine, dans le département français de la Haute-Saône.

## Historique
L'édifice est inscrit au titre des monuments historiques en 1971.